# جون ليثغو
جون ليثغو (بالإنجليزية: John Lithgow)‏ ولد في 19 أكتوبر 1945, هو ممثل أمريكي اشتهر بدور شخصية ديك سولومون في مسلسل حقبة التسعينات الشهير 3rd Rock from the Sun والذي تم إنتاج 6 أجزاء منه من سنة 1996 حتى 2001 . وحاز ليثغو على 13 جائزة في عدة مهرجانات وأبرزها مهرجان إيمي ومهرجان غولدن غلوب كما تم ترشيحه للحصول على جائزة الأكاديمية الأمريكية كأفضل ممثل ثانوي مرتين وهما في شخصية سام بورنز في الفيلم Terms of Endearment (1983) وعن شخصية روبيرتا مولدون في الفيلم The World According to Garp (1982) . كما قام بأداء بعض الأغاني الموجهة للأطفال .

## روابط خارجية
- جون ليثغو على موقع IMDb (الإنجليزية)
- جون ليثغو على موقع الموسوعة البريطانية (الإنجليزية)
- جون ليثغو على موقع روتن توميتوز (الإنجليزية)
- جون ليثغو على موقع قاعدة بيانات الأفلام العربية
- جون ليثغو على موقع ألو سيني (الفرنسية)
- جون ليثغو على موقع ميوزك برينز (الإنجليزية)
- جون ليثغو على موقع تيرنر كلاسيك موفيز (الإنجليزية)
- جون ليثغو على موقع أول موفي (الإنجليزية)
- جون ليثغو على موقع قاعدة بيانات برودواي على الإنترنت (الإنجليزية)
- جون ليثغو على موقع قاعدة بيانات الأفلام السويدية (السويدية)